# 西尾市立東幡豆小学校
西尾市立東幡豆小学校（にしおしりつ ひがしはずしょうがっこう）は、愛知県西尾市東幡豆町にある公立小学校。

## 校区
- 東幡豆町（鹿川地区・大沢地区を除く）[注釈 1]が校区である。公立中学校に進む場合は西尾市立幡豆中学校に進学する[1]。

## 沿革
- 1873年（明治6年）
  - 4月 - 幡豆郡第三十六番小学知新学校が開校する。
  - 10月 - 幡豆郡第98・99・100番小学知新学校に改称する。
- 1876年（明治9年）5月 - 東幡豆学校に改称する。
- 1878年（明治11年） - 洲崎村、鹿川村、山口村、谷村、森村、彦田村、小見行村、上畑村、桑畑村が合併し、東幡豆村となる。
- 1879年（明治12年） - 洲崎に洲崎分教場を設置する。
- 1882年（明治15年）11月 - 第49学区公立小学東幡豆学校に改称する。現在地に校舎が完成する。洲崎分教場を廃止する。
- 1892年（明治25年）7月 - 東幡豆尋常小学校に改称する。
- 1906年（明治39年）
  - 5月1日 - 幡豆村と東幡豆村が合併し、幡豆村が発足。
  - 11月 - 幡豆第二尋常小学校に改称する。
- 1919年（大正8年） - 幡豆第二実業補習学校を併設する。
- 1928年（昭和3年）
  - 4月 - 高等科を設置し、幡豆第二尋常高等小学校に改称する。
  - 10月1日 - 幡豆村が町制施行して幡豆町となる。
- 1941年（昭和16年）4月1日 - 東幡豆国民学校に改称する。
- 1947年（昭和22年）4月1日 - 幡豆町立東幡豆小学校に改称する。
- 1950年（昭和25年） - 7月8月の夏休み期間、臨海学校として校舎を開放することを開始する。
- 1963年（昭和38年）
  - 1月20日 - 火災により校舎の一部を焼失する。
  - 7月 - 夏休み期間の臨海学校としての開放を廃止とする。
- 1972年（昭和47年） - 新校舎（鉄筋コンクリート造）が完成する。
- 2011年（平成23年）4月1日 - 幡豆町が西尾市に編入される。同時に西尾市立東幡豆小学校に改称する。

## 交通アクセス
- 名鉄蒲郡線東幡豆駅下車、徒歩約5分。

## 周辺施設
- 東幡豆港
- 愛知こどもの国
- 三ヶ根山